# Isaias Afewerki
Isaias Afewerki (Tigrínia: ኢሳይያስ ኣፈወርቂ [isajas afwɐrkʼi]) (Asmara, 2 de fevereiro de 1946) é o primeiro e atual presidente, e ditador, da Eritreia, cargo que ocupou desde a independência do país em 1991. Dirigiu a Frente de Libertação do Povo Eritreu (EPLF) à vitória em maio de 1991, encerrando assim 30 anos de guerra por independência. A FLPE adotou um novo nome de partido político, Frente Popular pela Democracia e Justiça (FPDJ), para refletir suas novas responsabilidades. A FPDJ, com Isaias como seu líder, continua sendo o único partido governante da Eritreia hoje.

## Vida pessoal e educação
Isaias Afewerki nasceu em 1946 em Asmara, na Eritreia. Seus pais são Afwerki Abraha e Adanesh Berhe. É do grupo étnico Biher-Tigrínia.
Isaias cresceu em Asmara e se formou no Prince Makonnen High School em 1965. As boas notas que ele classificou nos Exames de Certificado de Licença de Escola Geral permitiram que ele fosse admitido no Colégio de Engenharia altamente competitivo da Universidade Haile Selassie I (atual Universidade de Adis Abeba), em Adis Abeba, Etiópia. No entanto, um ano depois, ele interrompeu seus estudos para se juntar à Guerra de Independência da Eritreia.
Isaias é casado com Saba Haile e tem dois filhos e uma filha.

## Estágios iniciais da Guerra da Eritreia pela Independência
A guerra da Eritreia para a independência durou de 1961 a 1991 e é referida pelo povo eritreu como "Gedli". Isaias fez parte da luta em 1966, quando abandonou seus estudos de engenharia em Adis Abeba e partiu para Kassala, no Sudão, ingressando na Frente de Libertação da Eritreia (FLE) no exílio. No início de 1967, Isaias, juntamente com Ramadan Mohammed Nour (mais tarde seria Secretário-Geral da FLPE), foi enviado para formação militar na China. Lá passaram quase dois anos estudando ideologias políticas e guerrilhas.
Em 1969, desentendimentos ideológicos e táticos dentro da FLE levaram a três facções a se separarem do ELF. Uma facção se refugiou nas montanhas de Sahel. Outro grupo sob o comando de Isaias, com menos de uma dúzia, deixou a escarpa oriental da Eritreia. O terceiro grupo dirigiu-se para Áden e retornou de barco até a Eritreia, aterrando no sul de Assab. Estes três grupos acabariam por se juntar para se tornar um sob o nome da Frente de Libertação da Eritreia - Frente Popular de Libertação (FLE-FPL). Quando se fundiram formalmente em 1973, mudaram seu nome para a Frente de Libertação do Povo Eritreu (FLPE).

## Na Frente de Libertação do Povo Eritreu (FLPE)
Como membro da liderança da FLPE, Isaias Afewerki, Mesfin Hagos, Tewelde Eyob, Major General Asmerom Gerezgiher e Solomon Woldemariam distinguiram-se criando um importante manifesto em 1970 intitulado "Nossa Luta e Seu Objetivo". Este manifesto colocou forte ênfase na superação das diferenças étnicas e religiosas e no lançamento de uma luta revolucionária na guerra pela independência. Em 1975, Isaias tornou-se presidente do comitê militar da FLPE. Em 1977, sob o primeiro congresso da FLPE, foi eleito vice-secretário-geral do FLPE. Foi eleito secretário-geral em 1987.
Em maio de 1991, a FLPE, sob a ditadura de Isaias, conseguiu controlar toda a Eritreia e algumas de suas unidades entraram na capital Asmara - coroando assim os 30 anos de luta armada pela libertação do povo eritreu com vitória. Em essência, a Eritreia tornou-se um país independente de facto em 24 de maio de 1991.

## Pós-independência
Em abril de 1993, realizou-se um referendo dirigido pelas Nações Unidas sobre a independência, e no mês seguinte, a Eritreia alcançou a independência de jure. Isaias foi declarado o primeiro chefe de Estado, cargo que ocupa desde o fim da guerra pela independência.
Durante os primeiros anos de administração de Isaias, as instituições governamentais foram estruturadas e implantadas. Isso incluiu a provisão de um sistema judicial local eleito, bem como uma expansão do sistema educacional em tantas regiões quanto possível. A FLPE foi renomeada para Frente do Popular pela Democracia e Justiça (FPDJ) em fevereiro de 1994 como parte de sua transição para um partido político.

## Controvérsias
Em junho de 2015, um painel das Nações Unidas acusou Afewerki de abusar dos direitos humanos afirmando que "impôs um reinado de medo através de abusos sistemáticos e extremos da população que podem constituir crimes contra a humanidade". A Anistia Internacional acredita que o governo do presidente Isaias Afewerki prendeu pelo menos 10 000 dissidentes políticos. A anistia também afirma que a tortura - por punição, interrogatório e coerção - é generalizada.
Em 2015, a Repórteres Sem Fronteiras classificou a Eritreia sob o governo do presidente Isaias Afewerki no último índice de liberdade de imprensa pelo oitavo ano consecutivo. De acordo com um relatório da organização Repórteres Sem Fronteiras, ele disse a frase:
| “ | Aqueles que pensam que haverá democracia neste país, podem pensar em outro mundo. | ” |